# Daphne Ashbrook
Daphne Lee Ashbrook (* 30. Januar 1963 in Long Beach, Kalifornien) ist eine US-amerikanische Schauspielerin. Sie wirkte in zahlreichen Fernsehproduktionen mit, zum Beispiel in bekannten Formaten wie CSI: Den Tätern auf der Spur, O.C., California als Dawn Atwood, JAG – Im Auftrag der Ehre oder auch Star Trek: Deep Space Nine, wo sie die Rolle der Melora Pazlar verkörperte. In dem Film Intruders – Die Aliens sind unter uns (1992) spielte sie eine der Hauptrollen. Ihr jüngerer Bruder Dana ist ebenfalls als Schauspieler tätig.

## Filmografie

### Filme
- 1984: Cheerballs
- 1985: Ausgetrickst (Brothers-in-Law, Fernsehfilm)
- 1986: Quiet Cool – Die Abrechnung (Quiet Cool)
- 1986: Die Stunde des Todes – Diese Nacht verändert ihr Leben (That Secret Sunday, Fernsehfilm)
- 1987: Verflixt verstrickt (Carly’s Web, Fernsehfilm)
- 1987: Perry Mason und die verheiratete Dirne (Perry Mason: The Case of the Murdered Madam, Fernsehfilm)
- 1988: Longarm (Fernsehfilm)
- 1988: Eine verhängnisvolle Erfindung (14 Going on 30, Fernsehfilm)
- 1990: Rock Hudson (Fernsehfilm)
- 1990: Sisters (Fernsehfilm)
- 1991: Der goldene Käfig (Daughters of Privilege, Fernsehfilm)
- 1992: Heiße Nächte in L.A. (Sunset Heat)
- 1993: Heißes Eis (Poisoned by Love: The Kern County Murders, Fernsehfilm)
- 1994: Blutige Vergeltung (Dead Man’s Revenge, Fernsehfilm)
- 1995: Jake Lassiter: Justice on the Bayou (Fernsehfilm)
- 1995: Automatic
- 1996: Bidding Adieu
- 1996: Doctor Who – Der Film (Doctor Who, Fernsehfilm)
- 1998: Der Liebesbrief (The Love Letter, Fernsehfilm)
- 1999: Dumbarton Bridge
- 2000: Delia’s Song
- 2004: For No Good Reason
- 2007: Supreme Courtships (Fernsehfilm)
- 2009: The Lodger – Der Untermieter (The Lodger)
- 2015: Once More, with Feeling (Kurzfilm)

### Fernsehserien
- 1983: Hardcastle & McCormick (Hardcastle and McCormick, zwei Folgen)
- 1983–1988: Falcon Crest (vier Folgen)
- 1984: Knight Rider (Folge 2x12)
- 1984: Trio mit vier Fäusten (Riptide, eine Folge)
- 1984: Fame – Der Weg zum Ruhm (Fame, eine Folge)
- 1985: Street Hawk (Folge 1x05)
- 1985: Das A-Team (The A-Team, Folge 3x18)
- 1985: Simon und Simon (Simon & Simon, Folge 78)
- 1985: Ein Colt für alle Fälle (The Fall Guy, eine Folge)
- 1985–1986: Verfeindet bis aufs Blut (Our Family Honor, 13 Folgen)
- 1986: Fortune Dane (eine Folge)
- 1989: Inspektor Hooperman (Hooperman, 5 Folgen)
- 1990–1995: Mord ist ihr Hobby (Murder, She Wrote, drei Folgen)
- 1992: Intruders – Die Aliens sind unter uns (Intruders, zwei Folgen)
- 1993: Star Trek: Deep Space Nine (Folge 2x06)
- 1994: Ein Strauß Töchter (Sisters, Folgen 4x17 und 4x18)
- 1994: One West Waikiki (eine Folge)
- 1994: Diagnose: Mord (Diagnosis Murder, Folge 2x08)
- 1995: Alles schön und Recht (Sweet Justice, eine Folge)
- 1995: Charlie Grace – Der Schnüffler (Charlie Grace, eine Folge)
- 1995–1998: JAG – Im Auftrag der Ehre (JAG, fünf Folgen)
- 1996: Burning Zone – Expedition Killervirus (The Burning Zone, eine Folge)
- 1997: X-Factor: Das Unfassbare (Beyond Belief: Fact or Fiction)
- 1997: L.A. Affairs (vier Folgen)
- 1998: Project Sleepwalker (Sleepwalkers, eine Folge)
- 1999: Profiler (Folge 3x09)
- 1999: Amor – Mitten ins Herz (Cupid, eine Folge)
- 2001: The Guardian – Retter mit Herz (The Guardian, Folge 1x07)
- 2002: Für alle Fälle Amy (Judging Amy, Folge 3x16)
- 2003: Kingpin (eine Folge)
- 2003–2006: O.C., California (The O.C., 5 Folgen)
- 2005: Crossing Jordan – Pathologin mit Profil (Crossing Jordan, eine Folge)
- 2005: CSI: Vegas (CSI: Crime Scene Investigation, eine Folge)
- 2007: Cold Case – Kein Opfer ist je vergessen (Cold Case, eine Folge)
- 2008: Ghost Whisperer – Stimmen aus dem Jenseits (Ghost Whisperer – Voices from the beyond, Folge 2x23, Staffel 3)
- 2008: Without a Trace – Spurlos verschwunden (Without a Trace, eine Folge)
- 2010: Law & Order: Los Angeles (eine Folge)
- 2011: Navy CIS (NCIS, Folge 8x18)
- 2012: Hollywood Heights (61 Folgen)